# Euphorbia eduardoi
Euphorbia eduardoi ist eine Pflanzenart aus der Gattung Wolfsmilch (Euphorbia) in der Familie der Wolfsmilchgewächse (Euphorbiaceae).

## Beschreibung
Die sukkulente Euphorbia eduardoi wächst als Baum mit einer Wuchshöhe von bis zu 10 Meter. Der Stamm ist nackt und trägt eine kleine Krone mit ausgebreitet stehenden Zweigen. Diese einfachen Zweige sind vier- bis fünfkantig, etwa 7,5 Zentimeter dick und durch seichte Einschnürungen in längliche Abschnitte gegliedert. An den mehr oder weniger geflügelten Kanten sind in einem Abstand von etwa 15 Millimeter zueinander, buchtige Zähne angeordnet. Die dreieckigen Dornschildchen werden etwa 12 Millimeter lang und 8 Millimeter breit. Später verwachsen sie miteinander und verkorken. Es werden starke Dornen mit einer Länge von bis zu 15 Millimeter ausgebildet.
Der Blütenstand besteht aus einzelnen und einfachen Cymen, die an 18 bis 28 Millimeter langen Stielen angeordnet sind. Die Cyathien erreichen einen Durchmesser von 12 Millimeter und die elliptischen Nektardrüsen berühren sich fast. Die stumpf gelappte Frucht wird 16 Millimeter breit und 18 Millimeter lang. Sie steht an einem dicken, bis 6 Millimeter langen Stiel. Der eiförmige Samen wird etwa 4 Millimeter groß, hat eine mehr oder weniger glatte Oberfläche und ist gefleckt.

## Verbreitung und Systematik
Euphorbia eduardoi ist im Süden von Angola bis in den Norden von Namibia auf steinigen Hügeln verbreitet.
Die Erstbeschreibung der Art erfolgte 1968 durch Leslie Charles Leach.